# Стенбек, Йозеф
Йо́зеф (Юсеф) Даниэль Сте́нбек (швед. Josef Daniel Stenbäck) (2 мая 1854, Алавус, Великое княжество Финляндское, Российская империя — 27 апреля 1929, Хельсинки, Финляндия) — финский архитектор и инженер, работавший в Российской империи, а затем в независимой Финляндии.

## Семья
Отец архитектора — викарий церкви Алавуса Карл Фредрик Стенбек, мать — графиня Эмилия Оттилия Кристина фон Эссен. В семье было десять детей. Один из братьев Йозефа Стенбека — финский националист Лаури Кивекяс (урождённый Густаф Лаурентиус Стенбек).
В 1883 году Стенбек женился на Анне Августе Бар (1862—1949). У них было пятеро детей.
Один из сыновей Стенбека, Матти Кивекяс (1888—1918) — известный финский журналист, первый редактор журнала «Suomen Kuvalehti». Другой сын Стенбека, Лаури Якко Кивекяс (1903—1998), бизнесмен, в 1957—1958 годах занимал должность министра торговли и промышленности Финляндии и был первым председателем «Nokia Corporation» (с 1967 по 1977 год).

## Биография
Йозеф Стенбек получил инженерное образование в Политехническом училище Хельсинки, а архитектурное — в техническом училище Штутгарта в 1876—1880 годах. На государственную стипендию учился в Германии в 1885 году. В 1886—1919 годах преподавал строительство в Промышленной школе. Основатель и редактор (1883—1919) «Промышленной газеты» («Teollisuuslehti»). Состоял переводчиком и секретарём при комиссии железных дорог в финском сейме (1877—1900).

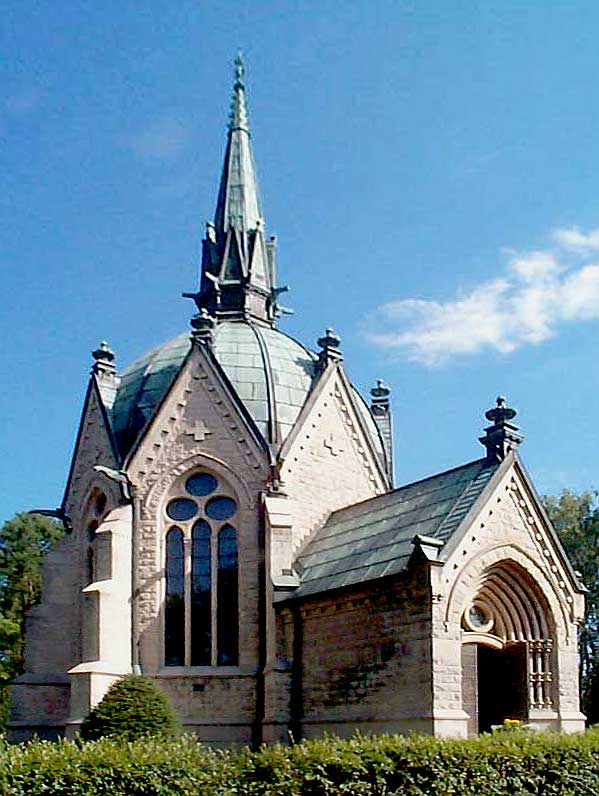
Усыпальница Сигрид Юзелиус в Пори

Происхождение из религиозной семьи обусловило направление деятельности архитектора. По проектам Стенбека с 1891 по 1928 годы было построено 35 лютеранских церквей на территории Финляндии и Карельского перешейка. Кроме строительства церквей, Стенбек занимался их ремонтом. Известны его проекты ремонта и реконструкции 30 церквей, а также колоколен, проекты внешнего вида церковных органов.
Из 35 построенных Йозефом Стенбеком церквей 33 сохранились до настоящего времени в оригинале и одна заново восстановлена. Из них три кирхи находятся на территории России: это кирха Преображения Господня в Зеленогорске, кирха святой Магдалины в Приморске и кирха в Мельникове. Остальные 30 церквей находятся в Финляндии.
Кирхи Стенбека выполнены в стиле национального романтизма и неоготики. В качестве строительного материала Стенбек предпочитал гранит, иногда использовал и другие виды камня, также проектировал кирпичные и деревянные церкви.
Помимо церквей, по проектам Йозефа Стенбека построены три жилых дома в Хельсинки и ратуша в Куопио (1886, в соавторстве с Францем Шёстремом). Один из самых известных его проектов, помимо церквей, — усыпальница Сигрид Юзелиус на городском кладбище города Пори.
Стенбек скончался 27 апреля 1929 года.

## Кирхи работы Йозефа Стенбека

### Деревянные кирхи
| Год постройки | Место                | Фото |
| ------------- | -------------------- | ---- |
| 1892          | Ханкасалми           |      |
| 1892          | Хейнявеси            |      |
| 1893          | Луханка              |      |
| 1909          | Pulkkila             |      |
| 1912          | Keikyä (бывш. Äetsä) |      |
| 1928          | Killinkoski          |      |

### Кирхи из кирпича
| Год постройки                                         | Место                | Фото |
| ----------------------------------------------------- | -------------------- | ---- |
| 1897                                                  | Миккели              |      |
| 1898                                                  | Котка                |      |
| 1903                                                  | Йоэнсуу              |      |
| 1904 (сгорела в 1984 году, восстановлена в 1989 году) | Рантасалми           |      |
| 1917                                                  | Форсса               |      |
| 1920                                                  | Vehmersalmi (Куопио) |      |
| 1925                                                  | Каухава              |      |

### Каменные кирхи
| Год постройки                                      | Место                          | Фото |
| -------------------------------------------------- | ------------------------------ | ---- |
| 1894                                               | Юанкоски                       |      |
| 1898                                               | Эура                           |      |
| 1902 (разрушена в 1939 году, взорвана в 1975 году) | Пионерское (фин. Kuolemajärvi) |      |
| 1903                                               | Alahärmä                       |      |
| 1904                                               | Varpaisjärvi                   |      |
| 1904                                               | Приморск (фин. Koivisto)       |      |
| 1905                                               | Нильсия                        |      |
| 1906                                               | Vuolijoki                      |      |
| 1908                                               | Зеленогорск (фин. Terijoki)    |      |
| 1909                                               | Пюхяранта                      |      |
| 1910                                               | Karuna                         |      |
| 1910                                               | Лувиа                          |      |
| 1910                                               | Сонкаярви                      |      |
| 1912                                               | Раахе                          |      |
| 1913                                               | Hartola                        |      |
| 1913                                               | Мельниково (фин. Räisälä)      |      |
| 1915                                               | Хирвенсалми                    |      |
| 1921                                               | Йоутсено                       |      |

### Оштукатуренный бетон (в Savitaipale — гранит)
| Год постройки | Место                   | Фото |
| ------------- | ----------------------- | ---- |
| 1902          | Кеми                    |      |
| 1912          | Раахе (бывш. Pattijoki) |      |
| 1922          | Хумппила                |      |
| 1924          | Savitaipale             |      |